# Uruguay op het wereldkampioenschap voetbal 1974
Uruguay was een van de deelnemende landen aan het wereldkampioenschap voetbal 1974 in West-Duitsland. Het was de zevende deelname voor het land. Uruguay won voor het eerst in zijn geschiedenis geen wedstrijd op een WK en strandde in de groepsfase.

## Kwalificatie
Na de vierde plaats op het laatste WK verwachtte Uruguay weinig problemen zich te kwalificeren met weinig aansprekende tegenstanders als Colombia en Ecuador. In de uitwedstrijden won men van Ecuador en speelde gelijk tegen Colombia en aangezien Colombia en Ecuador tegen elkaar gelijk speelden, had Uruguay in de thuiswedstrijden twee kansen zich te plaatsen. De wedstrijd tegen Colombia ging verloren met 0-1 door een doelpunt van Ortiz ver in de tweede helft. Nu was een zege met twee goals tegen Ecuador genoeg voor plaatsing. In de eerste helft was de strijd al snel beslist: 3-0 bij rust, 4-0 eindstand. De Uruguayanen stonden bekend om hun verdedigende voetbal en hardheid, maar waren nooit succesvol in WK's op Europese bodem.
| Pos | Land     | Wed | Win | Gel | Ver | DV | DT | +/− | Pnt |
| --- | -------- | --- | --- | --- | --- | -- | -- | --- | --- |
| 1   | Uruguay  | 4   | 2   | 1   | 1   | 6  | 2  | +4  | 5   |
| 2.  | Colombia | 4   | 1   | 3   | 0   | 3  | 2  | +1  | 5   |
| 3.  | Ecuador  | 4   | 0   | 2   | 2   | 3  | 8  | –5  | 2   |

|              |          |       |         |                                                   |
| 24 juni 1973 | Colombia | 0 – 0 | Uruguay | Bogota, Colombia Scheidsrechter: Goicoechea (ARG) |
| 24 juni 1973 |          |       |         | Bogota, Colombia Scheidsrechter: Goicoechea (ARG) |

|             |               |       |                        |                                                  |
| 1 juli 1973 | Ecuador       | 1 – 2 | Uruguay                | Quito, Ecuador Scheidsrechter: Arppi Filho (BRA) |
| 1 juli 1973 | Estupiñán 35' |       | 41' Cubilla 74' Morena | Quito, Ecuador Scheidsrechter: Arppi Filho (BRA) |

|             |         |           |          |                                                    |
| 5 juli 1973 | Uruguay | 0 – 1     | Colombia | Montevideo, Uruguay Scheidsrechter: González (CHI) |
| 5 juli 1973 |         | 71' Ortiz |          | Montevideo, Uruguay Scheidsrechter: González (CHI) |

|             |                                      |       |         |                                                  |
| 8 juli 1973 | Uruguay                              | 4 – 0 | Ecuador | Montevideo, Uruguay Scheidsrechter: Canete (PAR) |
| 8 juli 1973 | Morena 4', 27' Cubilla 30' Milar 62' |       |         | Montevideo, Uruguay Scheidsrechter: Canete (PAR) |

## Toernooi
Uruguay belandde in Groep 3 met de grote generatie van Nederland, met Bulgarije en Zweden. Uruguay begon zwak en verloor 0-2 tegen Nederland. Een late gelijkmaker van Uruguay zorgde dat het 1-1 werd tegen Bulgarije. Uruguay kon zich nog plaatsen voor de 2e ronde als ze wonnen tegen Zweden. Uruguay verloor echter met 0-3.
| Land      | Wed | Win | Gel | Ver | DV | DT | +/− | Pnt |
| --------- | --- | --- | --- | --- | -- | -- | --- | --- |
| Nederland | 3   | 2   | 1   | 0   | 6  | 1  | 5   | 5   |
| Zweden    | 3   | 1   | 2   | 0   | 3  | 0  | 3   | 4   |
| Bulgarije | 3   | 0   | 2   | 1   | 2  | 5  | –3  | 2   |
| Uruguay   | 3   | 0   | 1   | 2   | 1  | 6  | –5  | 1   |

|                                             |         |                  |             |                                                                                                 |
| 15 juni 1974 «onderlinge duels» 16:00 (CET) | Uruguay | 0 – 2            | Nederland   | Niedersachsenstadion, Hannover Toeschouwers: 55.100 Scheidsrechter: Károly Palotai ( Hongarije) |
| 15 juni 1974 «onderlinge duels» 16:00 (CET) |         | wedstrijdverslag | Rep 7', 86' | Niedersachsenstadion, Hannover Toeschouwers: 55.100 Scheidsrechter: Károly Palotai ( Hongarije) |

|                                             |           |                  |            |                                                                                             |
| 19 juni 1974 «onderlinge duels» 19:30 (CET) | Bulgarije | 1 – 1            | Uruguay    | Niedersachsenstadion, Hannover Toeschouwers: 13.400 Scheidsrechter: Jack Taylor ( Engeland) |
| 19 juni 1974 «onderlinge duels» 19:30 (CET) | Bonev 75' | wedstrijdverslag | Pavoni 87' | Niedersachsenstadion, Hannover Toeschouwers: 13.400 Scheidsrechter: Jack Taylor ( Engeland) |

|                                             |                               |                  |         |                                                                                            |
| 23 juni 1974 «onderlinge duels» 16:00 (CET) | Zweden                        | 3 – 0            | Uruguay | Rheinstadion, Düsseldorf Toeschouwers: 28.300 Scheidsrechter: Erich Linemayr ( Oostenrijk) |
| 23 juni 1974 «onderlinge duels» 16:00 (CET) | Edström 46', 77' Sandberg 74' | wedstrijdverslag |         | Rheinstadion, Düsseldorf Toeschouwers: 28.300 Scheidsrechter: Erich Linemayr ( Oostenrijk) |

AUF · A-internationals · Selecties · Bondscoaches · Uruguayaans vrouwenelftal · Olympisch elftal · Uruguay U21 · Uruguay U20 · Uruguay U19 · Uruguay U18 · Uruguay U17
1900 – 1909 ·
1910 – 1919 ·
1920 – 1929 ·
1930 – 1939 ·
1940 – 1949 ·
1950 – 1959 ·
1960 – 1969 ·
1970 – 1979 ·
1980 – 1989 ·
1990 – 1999 ·
2000 – 2009 ·
2010 – 2019 ·
2020 – 2029
WK 1930 · 
WK 1950 · 
WK 1954 · 
WK 1962 · 
WK 1966 · 
WK 1970 ·
WK 1974 · 
WK 1986 · 
WK 1990 · 
WK 2002 · 
WK 2010 · 
WK 2014 · 
WK 2018
OS 1924 · 
OS 1928 ·
OS 2012
1902 · 
1903 · 
1904 · 
1905 · 
1906 · 
1907 · 
1908 · 
1909 ·
1910 · 
1911 · 
1912 · 
1913 · 
1914 · 
1915 · 
1916 · 
1917 · 
1918 · 
1919 ·
1920 · 
1921 · 
1922 · 
1923 · 
1924 · 
1925 · 
1926 · 
1927 · 
1928 · 
1929 ·
1930 · 
1931 · 
1932 · 
1933 · 
1934 · 
1935 · 
1936 · 
1937 · 
1938 · 
1939 ·
1940 · 
1941 · 
1942 · 
1943 · 
1944 · 
1945 · 
1946 · 
1947 · 
1948 · 
1949 ·
1950 · 
1951 · 
1952 · 
1953 · 
1954 · 
1955 · 
1956 · 
1957 · 
1958 · 
1959 ·
1960 · 
1961 · 
1962 · 
1963 · 
1964 · 
1965 · 
1966 · 
1967 · 
1968 · 
1969 ·
1970 · 
1971 · 
1972 · 
1973 · 
1974 · 
1975 · 
1976 · 
1977 · 
1978 · 
1979 ·
1980 · 
1981 · 
1982 · 
1983 · 
1984 · 
1985 · 
1986 · 
1987 · 
1988 · 
1989 ·
1990 ·
1991 · 
1992 · 
1993 · 
1994 · 
1995 · 
1996 · 
1997 · 
1998 · 
1999 · 
2000 · 
2001 · 
2002 · 
2003 · 
2004 · 
2005 · 
2006 · 
2007 · 
2008 · 
2009 · 
2010 · 
2011 · 
2012 · 
2013 · 
2014 · 
2015 · 
2016 ·
2017 ·
2018 ·
2019 ·
2020 ·
2021 ·
2022 ·
2023 ·
2024
Algerije ·
Angola ·
Argentinië ·
Australië ·
België ·
Bolivia ·
Brazilië ·
Bulgarije ·
Canada ·
Chili ·
China ·
Colombia ·
Costa Rica ·
Cuba ·
DDR ·
Denemarken ·
Duitsland ·
Ecuador ·
Egypte ·
Engeland ·
Estland ·
 Finland ·
Frankrijk ·
Georgië ·
Ghana ·
Guatemala ·
Haïti ·
Honduras ·
Hongarije ·
Ierland ·
India ·
Indonesië ·
Irak ·
Iran ·
Israël ·
Italië ·
Ivoorkust ·
Jamaica ·
Japan ·
Joegoslavië ·
Jordanië ·
Libië ·
Luxemburg ·
Maleisië ·
Mexico ·
Marokko ·
Nederland ·
Nicaragua ·
Nieuw-Zeeland ·
Nigeria ·
Noord-Ierland ·
Noorwegen ·
Oekraïne ·
Oezbekistan ·
Oman ·
Oostenrijk ·
Panama ·
Paraguay ·
Peru ·
Polen ·
Portugal ·
Roemenië ·
Rusland ·
Saarland ·
Saoedi-Arabië ·
Schotland ·
Senegal ·
Servië & Montenegro ·
Singapore ·
Slovenië ·
Sovjet-Unie ·
Spanje ·
Tahiti ·
Thailand ·
Trinidad en Tobago · 
Tsjechië ·
Tsjecho-Slowakije ·
Tunesië · 
Turkije ·
Venezuela ·
Verenigde Arabische Emiraten ·
Verenigde Staten ·
Wales ·
Zuid-Afrika ·
Zuid-Korea ·
Zweden ·
Zwitserland
Argentinië (1986) ·
België (1990) ·
Brazilië (1950) · 
Colombia (2014) ·
Costa Rica (2014) ·
Denemarken (1986) ·
Denemarken (2002) ·
Duitsland (2010) ·
Egypte (2018) ·
Engeland (2014) ·
Frankrijk (2002) ·
Frankrijk (2010) ·
Frankrijk (2018) ·
Ghana (2010) ·
Italië (1990) ·
Italië (2014) ·
Mexico (2010) ·
Nederland (1974) ·
Nederland (2010) ·
Portugal (2018) ·
Rusland (2018) ·
Saoedi-Arabië (2018) ·
Schotland (1986) ·
Senegal (2002) ·
Spanje (1990) ·
West-Duitsland (1986) ·
Zuid-Afrika (2010) ·
Zuid-Korea (1990) ·
Zuid-Korea (2010)